# Jacques Nicolas Colbert
Pour les articles homonymes, voir Colbert.
Pour les autres membres de la famille, voir Famille Colbert.
Jacques-Nicolas Colbert, né le 14 février 1655 à Paris où il est mort le 10 décembre 1707, est un ecclésiastique français.

## Biographie
Fils du ministre Colbert, il a pour tuteur le théologien Noël Alexandre. Docteur en Sorbonne, il est abbé du Bec-Hellouin, prieur commendataire et seigneur spirituel et temporel de la Charité-sur-Loire en 1665, d'Ambierle en 1669, de Saussure et de Saint Just de Troyes.
Élu à l’Académie française grâce à l’influence de son père, il remplace Jacques Esprit le 20 août 1678 et est reçu le 31 octobre par Racine.
Très vite, il est donné comme coadjuteur, le 2 février 1680, à François Rouxel de Médavy, auquel il succéda en 1691. Il est également nommé archevêque in partibus de Carthage le 29 avril 1680.
Le 21 juillet 1685, à la tête du clergé de France, il harangue Louis XIV, en faveur des protestants. Colbert intégra également l’Académie des inscriptions et belles-lettres, dont il fut l'un des premiers membres.

« Le grand mérite dont il avait fait preuve, ses connaissances en théologie, les études approfondies auxquelles il s’était livré sur les matières religieuses, le rendaient précieux pour un diocèse où il fallait convaincre par la parole […]. L’Archevêque Colbert était d’ailleurs très empreint des idées de la Cour. »

Il fait réaliser par Mansart et Le Nôtre d'importants travaux de restauration au château de Gaillon, résidence d'été des archevêques de Rouen ; il est également le restaurateur du prieuré de La Charité-sur-Loire.
Colbert a été le principal consécrateur de :
- Jean-Baptiste de La Croix de Chevrières de Saint-Vallier, évêque de Québec ;
- Guillaume Bochart de Champigny, évêque de Valence ;
- Jacques Desmarets (1693-1713), neveu de Colbert, évêque de Riez, puis archevêque d'Auch en 1713.

## Iconographie
- Portrait gravé en 1670 par Antoine Masson (1636-1699)[6].
- Portrait gravé par Robert Nanteuil en 1673.
- Portrait peint par Hyacinthe Rigaud en 1696 contre 1 400 livres[7].
- Gravure à mi-corps d'après Hyacinthe Rigaud par Pierre Drevet en 1699 selon Hulst : « rien que le buste, car le tableau est de la figure entière »[8].
- Gravé d'après Hyacinthe Rigaud en buste par Nicolas Habert.
- Gravé d'après Hyacinthe Rigaud par Étienne Jehandiers Desrochers sans date.
- Gravé d'après Hyacinthe Rigaud par Michel Dossier en 1711.

## Publications
- Philosophia vetus et nova, ad usum scholae accommodata, in regia Burgundia novissimo hoc biennio pertractata (1674)
- Harangue faite au roi, à Versailles, le 21 juillet 1685, par monseigneur l'illustrissime et révérendissime Jacques-Nicolas Colbert, archevêque et primat de Carthage, assisté de messeigneurs les archevêques, évêques, et autres députés de l'Assemblée générale tenue à Saint-Germain-en-Laye en ladite année 1685, en prenant congé de Sa Majesté (1685)